# Hans Ewald Hansen
Hans Ewald Hansen (født 15. februar 1944) er en tidligere dansk landsholdspiller i fodbold. 
Hans Ewald Hansen spillede for B 1901 og kom på A-landsholdet 1971. Han deltog i OL i München i 1972 og opnåede 18 A-landskampe for Danmark deraf fem som anfører og scorede et mål mod Norge. 